# 灌縣魁星閣
灌縣魁星閣位於四川省成都市都江堰市，文物遺址年代判定為清。2012年7月16日公佈為第八批四川省文物保護單位。

## 簡介[2]
魁星閣位於距灌縣文廟200公尺遠的金龜山頂。因塔周身飾紅色，又名“紅塔子”。始建不詳，清乾隆二十五年重建。占地面積78.5平方公尺，建築面積33平方公尺。塔坐西向東，為仿樓閣式實心磚石塔。塔平面為六角形、共六層，通高25公尺。1988年，被灌縣人民政府公佈為縣級保護單位。